# Christoph Mauch
Christoph Mauch né le 29 mars 1971 à Sempach en Suisse est un triathlète professionnel, vainqueur sur compétition Ironman.

## Biographie

### Vie privée et professionnelle
Christoph Mauch a été directeur sportif de l'équipe nationale Suisse de triathlon de mars 2014 à octobre 2016, avant de devenir professeur de mathématique.

## Palmarès
Les tableaux présentent les résultats les plus significatifs (podium) obtenus sur le circuit international de triathlon, de duathlon et de triathlon d'hiver depuis 1999.
| Année | Compétition                                | Pays      | Position           | Temps           |
| ----- | ------------------------------------------ | --------- | ------------------ | --------------- |
| 2008  | Powerman Zofingen CD                       | Suisse    | Médaille d'argent  | 2 h 15 min 8 s  |
| 2007  | Ironman 70.3 Suisse                        | Suisse    | Médaille d'argent  | 3 h 51 min 23 s |
| 2006  | Volcano Triathlon                          | Espagne   | Médaille d'argent  | 2 h 5 min 39 s  |
| 2005  | Ironman Suisse                             | Suisse    | Médaille d'or      | 8 h 21 min 50 s |
| 2004  | Ironman Suisse                             | Suisse    | Médaille de bronze | Timing          |
| 2004  | Volcano Triathlon                          | Espagne   | Médaille d'or      | 2 h 1 min 17 s  |
| 2003  | Ironman Suisse                             | Suisse    | Médaille de bronze | Timing          |
| 2003  | Championnats du monde de triathlon d'hiver | Allemagne | Médaille d'argent  | 1 h 22 min 56 s |
| 2002  | Ironman Suisse                             | Suisse    | Médaille d'argent  | Timing          |
| 2002  | Championnats du monde de triathlon d'hiver | Italie    | Médaille d'argent  | 1 h 30 min 9 s  |
| 2002  | Championnats d'Europe de triathlon d'hiver | Autriche  | Médaille d'argent  | 1 h 48 min 7 s  |
| 2001  | Ironman Suisse                             | Suisse    | Médaille d'argent  | Timing          |
| 2001  | Championnats du monde de triathlon d'hiver | Suisse    | Médaille de bronze | 1 h 31 min 31 s |
| 2001  | Championnats d'Europe de triathlon d'hiver | Autriche  | Médaille d'argent  | 1 h 29 min 15 s |
| 2001  | Ironman Lanzarote                          | Espagne   | Médaille d'or      | 9 h 1 min 32 s  |
| 2000  | Championnats du monde de triathlon d'hiver | Espagne   | Médaille d'argent  | 2 h 14 min 57 s |
| 1999  | triathlon international de Nice            | France    | Médaille d'or      | 6 h 9 min 47 s  |